# Nordiska dialekter

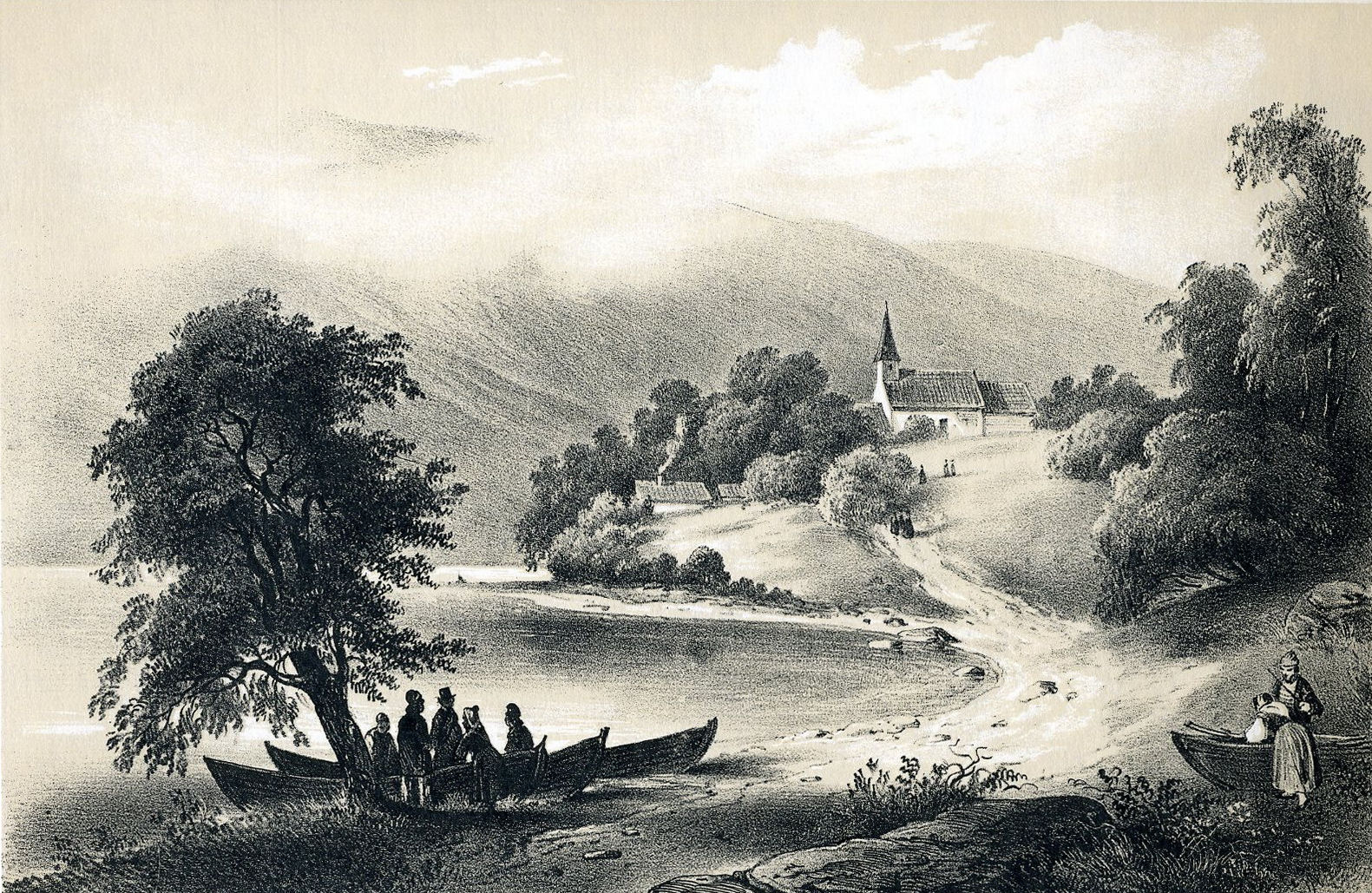
På kyrkbacken, som denna i Ullensvang i Hordaland, har många nordiska dialekter formats.

Nordiska dialekter eller nordgermanska dialekter, är en grupp olika lokala dialektala varianter av den nordiska grenen, av den germanska språkfamiljen, som traditionellt sett talats i norra Europa (Norden). De benämns ofta folkmål, lokalmål, allmogespråk eller liknande.
Dialekterna har utvecklats ur fornnordiskan och förändrats på olika sätt i olika delar av Norden. På till exempel Island utvecklades inga dialekter på grund av sammanhållningen, det gemensamma alltinget och den tidigt uppblomtamande litteraturen. På den skandinaviska halvön var det framför allt inom varje landskap eller distrikt, och inom varje socken på kyrkbacken, som det talade språket formades människor emellan.

## Adolf Noreens klassificering
I början av 1900-talet gjorde professor Adolf Noreen ett försök att dela upp de nordiska dialekterna utan att ta alltför mycket hänsyn till politiska gränser. Enligt hans klassificering indelas de nordiska dialekterna då enligt följande:
- Västnorska, dialekterna som talas vid Norges västkust mellan Langesundsfjorden i Telemark fylke och Sunnmøre-Romsdal, samt i Nord-Hålogalands stift i Nordnorge.

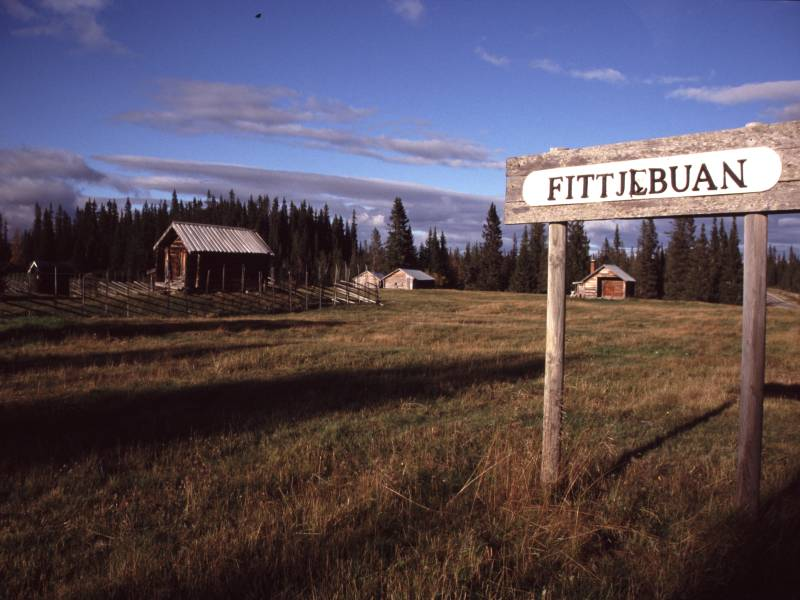
Fittjebuan, jämtska för 'Fittjebodarna'.

- Nordskandinaviska, dialekterna som talas i övriga Norge, i Sverige i området norr om en ungefärlig linje från Trosa till Strängnäs, Västerås och till Värmlands nordspets samt i Finland. Några historiska nordiska dialekter som talats i nuvarande Estland räknas hit, likväl som dialekten i Gammalsvenskby. Den här stora gruppen brukar delas upp i tre mindre:
  - Östnorska, dialekterna i Østlandet och Hålogaland samt trøndersk (Trøndelag och Nordmøre), jämtska, härjedalska, målen i Idre och Särna och de bohuslänska dialekterna.
  - Central- och nordsvenska, det vill säga uppsvenska sveamål, dalmål och norrländska mål.
  - Östsvenska mål, finlandssvenska (Finland, indelad i en nordlig och en sydlig del) och estlandssvenska (Aiboland, Estland).
- Gutniska, målen som talas på Gotland. Vissa av de estlandssvenska målen kan stundom räknas hit.
- Medelsvenska, dialekterna som talas söder om de nordskandinaviska samt norr om en ungefärlig linje från Förlösa till Nässjö, Jönköping, Fegen och Tvååker. Den här gruppen brukar delas in i två mindre:
  - Medelsvenska sveamål, målen i den återstående delen Södermanland och Västmanland samt i Närke, Värmland och Dalsland.
  - Götamål, de resterande målen inom området.

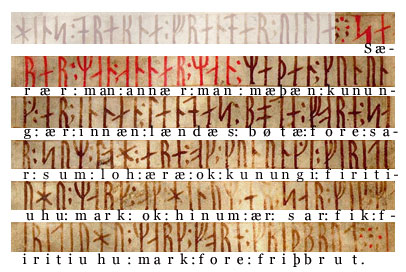
Codex Runicus, en bevarad fornskånsk skrift

- Sydskandinaviska, de nordiska mål som talas i Sydsverige, Danmark och i Slesvig. Den här gruppen sönderfaller i tre stycken:
  - Sydsvenska mål målen i Skåne, Blekinge, södra Halland samt södra Småland, med Skåne som centrum. Överlappar delvis historiskt sett med Östdanska mål, målen i Skåne, Listers härad i Blekinge, Hallaryds och Markaryds socknar i Småland, målet i Södra Halland samt på Bornholm
  - Danska ömål, de mål som talas i Danmarks övärld (utom Bornholm).
  - Jutska, målen som talas på Jylland och i Slesvig.

I såväl den politiska som den språkliga klassificeringen utgör färöiska och isländska två egna grupper, där färöiska utmärks av stor dialektsplittring, medan isländska endast har små, regionalt betingade uttalsskillnader, men inga egentliga dialekter.

## Senare klassificering
De nordiska dialekterna skiftar mycket mer än skriftspråken. De gränser som finns för olika drag hos dialekterna sammanfaller bara till viss del med de gränser som skriftspråken har. Att riksgänserna är språkgränser beror i stor utsträckning på sentida förhållanden. Det svenska språkområdet har varken några markerade gränser mot danska eller norska. Ur historisk synpunkt finns det ett enda nordiskt språk, och det har geografiska variationer. Sålunda är de sydskånska dialekterna nära släkt med dialekterna på södra Själland och dialekterna på Bornholm liknar mycket de sydskånska. De dialekter som talas i Östnorge hänger ihop med värmländska och med dialekterna i Västerdalarna. De jämtländska dialekterna kan man se som ett mellanled mellan tröndskan och de dialekter som talas vid den norrländska kusten.    

De nutida fastlandsnordiska dialekterna kan i egenskap av dialektkontinuum benämnas skandinaviska. Dock brukar man, med större hänsynstagande till de politiska gränserna, som åtminstone delvis också är språkgränser, indela i norska, svenska och danska dialekter. 

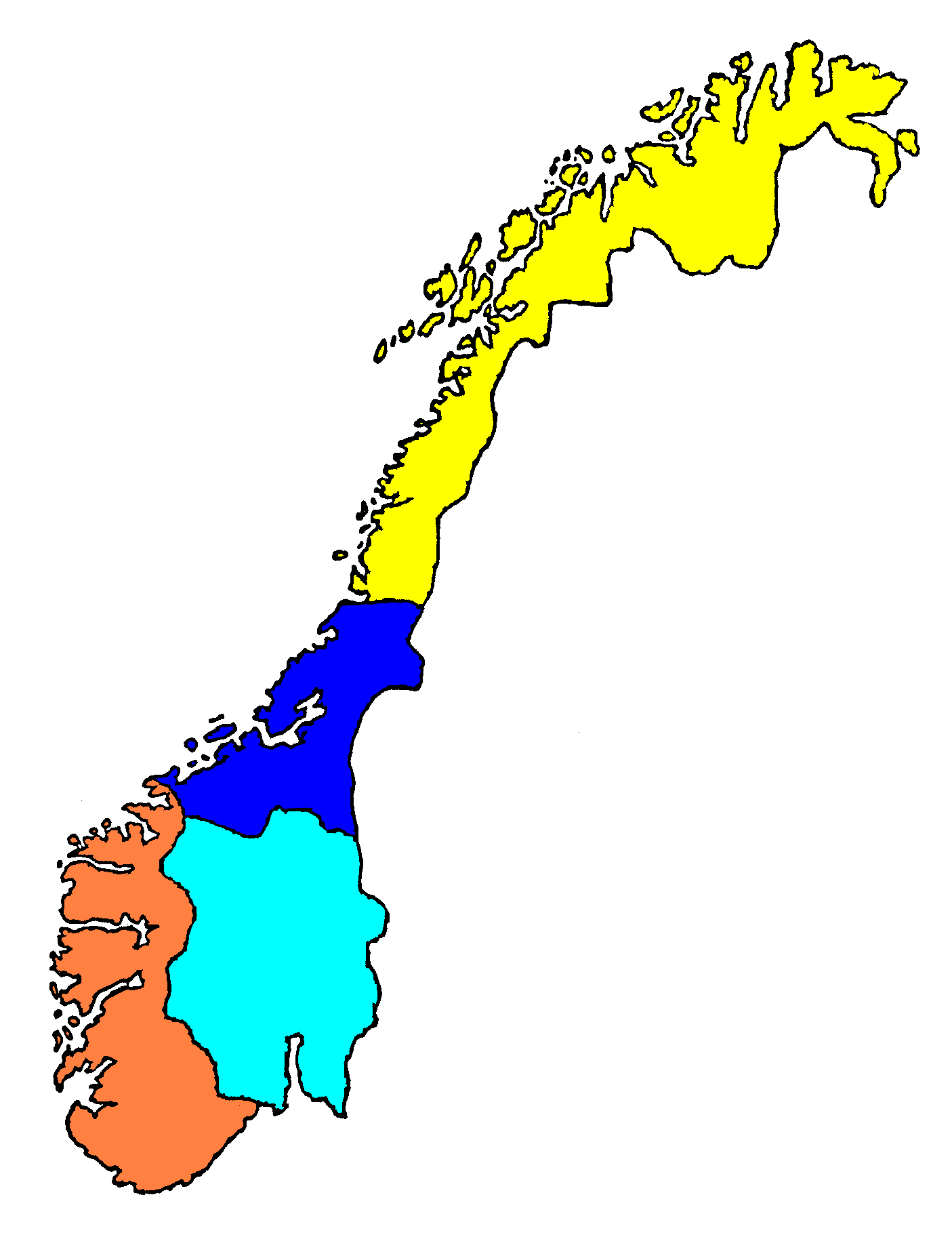
Norska dialekter: nordnorsk i gult, trøndersk i mörkblått, vestlandsk i brandgult och østlandsk i ljusblått

Nordiska dialekter i till exempel Sverige benämns då svenska dialekter, inte för att de nödvändigtvis är varianter av svenska, utan därför att de är nordiska dialekter som huvudsakligen talas i staten Sverige (eller i områden som tidigare varit svenska, till exempel Finland). Nordiska dialekter i Norge är enligt denna klassificering således norska dialekter, nordiska dialekter i Danmark är danska dialekter och nordiska dialekter på Färöarna är färöiska dialekter. 

### Norska
Norska dialekter indelas vanligtvis i följande två huvudkategorier (Østnorsk och Vestnorsk) samt fyra underkategorier:
- Østnorsk, austnorsk (Östnorska)
  - Østlandsk, austlandsk ("Östländska")
  - Trøndersk (trönderska eller tröndska)

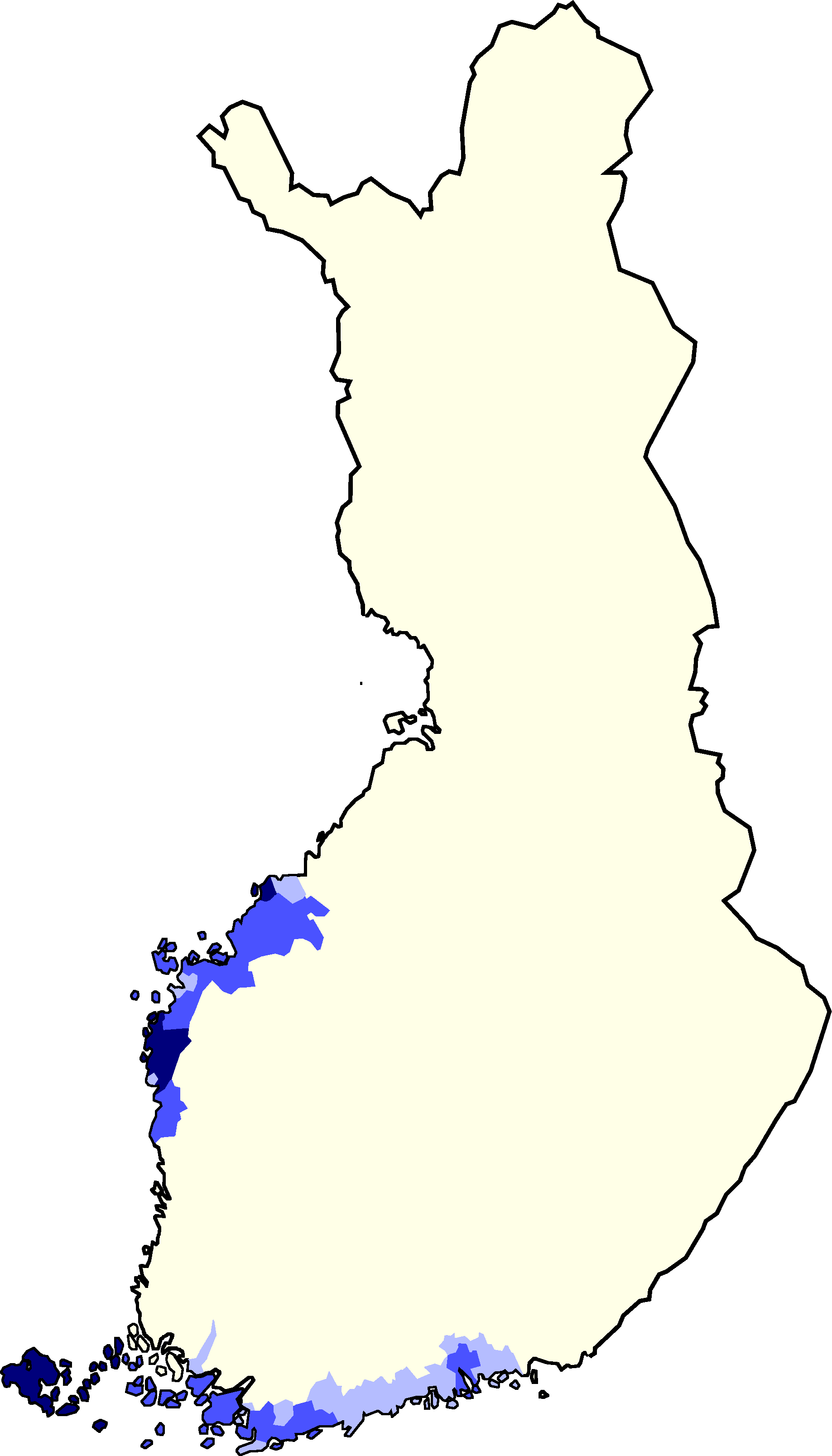
Svenskspråkiga kommuner i Finland

- Vestnorsk (Västnorska)
  - Vestlandsk ("Västländska")
  - Nordnorsk (Nordnorska)

### Svenska
Svenska dialekter delas huvudsakligen in i sex huvudgrupper:
- Norrländska mål
- Östsvenska mål
  - finlandssvenska (indelad i en nordlig och en sydlig del)
  - estlandssvenska
- Sveamål
- Götamål
- Sydsvenska mål

Då vissa mål, som bohuslänska, jämt- och härjedalsmål inte alltid fullständigt infinner sig under någon av grupperna utgör de emellanåt en "övrig grupp". 

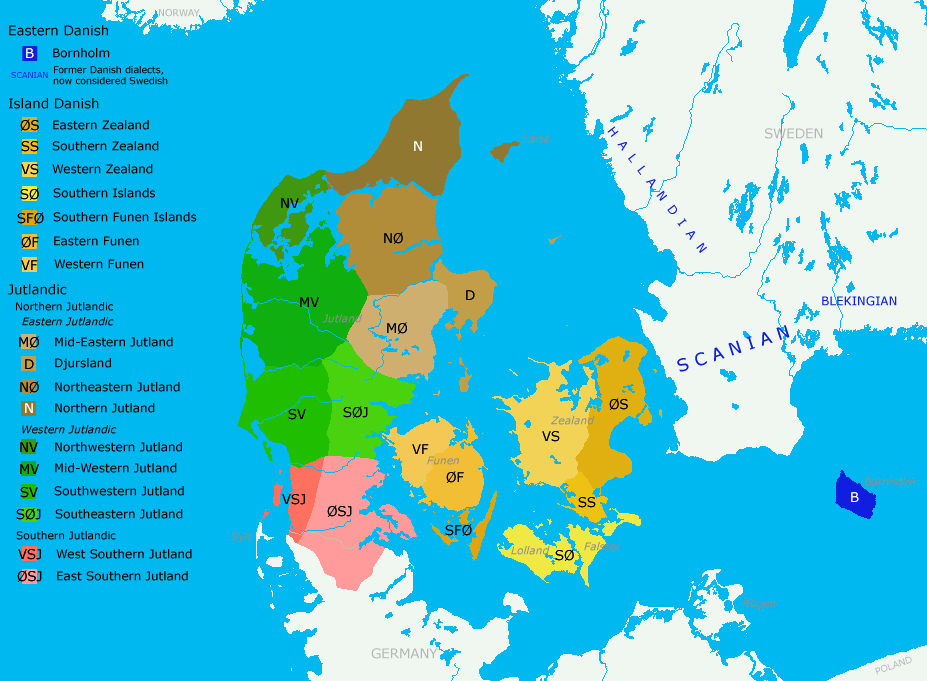
Danska dialekter

### Gutniska
Gotländska dialekter delas in i två grupper:
- Egentliga gutamål
- Fårömål

### Danska
De danska dialekterna delas vanligtvis in i tre grupper:
- Vestdansk, jysk (Västdanska, Jutska)
- Ømål (Ömål)
- Østdansk (Östdanska), till den här gruppen räknar man historiskt sett i Danmark ofta de så kallade sydsvenska dialekterna.

## Språk eller dialekter
Nordiska dialekter står i kontrast gentemot nordiska språk, vilka omfattar de standardspråk som man senare skapat av olika nordiska dialekter. Det skriftspråk som skapades för svenskan utgick från sveamålen. Det nynorska skriftspråket utgick från traditionella norska dialekter, medan bokmål baseras på riksdanskan som kommer från nordsjällandska och sydvästskånska. Sverige och Danmark skiljer sig från Norge, då riksspråket här i högre grad blivit ett talat språk och trängt tillbaka de genuina dialekterna. Man brukar säga att de tre standardspråken uppvisar större inbördes likheter än vad de nordiska dialekterna gör inom varje land. Emellertid har de tre standardspråken haft stor inverkan på dialekterna. Detta gäller speciellt danskan på Island och på Färöarna, (och fram till en god bit in på 1800-talet även i stora delar av Norge), men detta försvann i och med den språkliga purism som kom att bedrivas. För Färöarnas del införde Hammershaimb i mitten av 1800-talet en särskild ortografi som var baserad på den isländska ortografin. Hammershaimb lade, utöver nödvändiga bokstäver, även till det överfödiga tecknet ð, som vid den tiden inte längre uttalades på Färöarna. I Norge var speciellt skriftspråket starkt påverkat av danska. Av den anledningen ville Ivar Aasen på 1800-talet införa ett mer norskt språk med betoning på dialekterna, och hans arbete med detta resulterade i nynorska. 
Gemensamt för de nordiska dialekterna är att de alla saknar ett enhetligt skriftspråk som ofta kräves för att klassas som språk. Älvdalskans status har därför kommit att bli omdiskuterad på senare tid, då målet är den enda nordiska dialekt som man utvecklat en egen ortografi för. Även andra svenska dialekter utan egen ortografi, som skånska och jämtska, har av vissa företrädare ansetts vara egna språk.
Gutniskan har saknat skriftspråk i många hundra år, eftersom danskan och svenskan har använts på Gotland under den danska, respektive den svenska överhögheten.